# 卵鸟蛤属
卵鸟蛤属（學名：Maoricardium）是軟體動物門雙殼綱鳥蛤目的一個屬。《中国动物志》認為本屬是鸟蛤亚科的成員，但WoRMS不認同。
本屬由Marwick於1944基於四個在紐西蘭採集的鳥蛤科化石物種而創立。本屬的學名由紐西蘭原住民毛利人（Maōri）的名稱再加上「鳥蛤屬」（Cardium）兩個字組成。1977年才被加入兩個棲息於西澳州的現生種。

## 分佈
分布于中国大陆、台湾、印尼、澳大利亞西部及紐西蘭，常栖息在水深33-90米。

## 物種
根據《中国动物志•无脊椎动物》(第48卷，2012年)及WoRMS，本屬包括下列5個現生種及5個化石種：
- Maoricardium coxi (Hector, 1886) †
- Maoricardium fraseri (Garrard, 1963)
- Maoricardium gudexi (Laws, 1933) †
- 马氏卵鸟蛤 Maoricardium mansitii (Otuka, 1937)[2]
- Maoricardium oneroaense (Powell, 1938) †
- Maoricardium pseudolatum Voskuil & Onverwagt, 1991
- Maoricardium pseudolima（荷兰语：Maoricardium pseudolima） (Lamarck, 1819)
- 毛卵鸟蛤 Maoricardium setosum (Redfield, 1846)
- Maoricardium spatiosum (Hutton, 1873) †
- Maoricardium strangi (Laws, 1930) †

## 外部連結
- Cockles（页面存档备份，存于）